# 동신운수
동신운수(東信運輸)는 강원특별자치도 원주시의 시내버스 운수업체이다.

## 역사 및 현황
1969년 1월 1일에 설립되어 원주시와 횡성군 일대의 시내버스를 운행하고 있다.

## 주요 노선

### 시내버스
시내 일반 노선에는 모두 태창운수와 함께 공동 배차에 참여하고 있으며, 58개의 시내버스가 태창운수와 함께 1달 간격으로 순환하면서 배차에 참여하고 있다.

#### 도시형버스
- ● 2번: 관설동 ~ 횡성
- ● 2-1번: 관설동 ~ 횡성
- ● 6번: 관설동 ~ 태장주공 (원주시청 경유)
- ● 7번: 관설동 ~ 태장주공 (원주시청 경유)
- ● 21번: 장양리 ~ 학산(충청북도 제천시)
- ● 22번: 장양리 ~ 구학
- ● 23번: 장양리 ~ 성남
- ● 24번: 장양리 ~ 운학
- ● 25번: 장양리 ~ 주천
- ● 30번: 장양리 ~ 연세대학교 원주캠퍼스
- ● 31번: 장양리 ~ 귀래, 운남, 용암, 단강
- ● 32번: 장양리 ~ 서곡리
- ● 34번: 장양리 ~ 연세대학교 원주캠퍼스
- ● 34-1번: 장양리 ~ 회촌
- ● 41번: 관설동 ~ 구룡사
- ● 41-2번: 관설동 ~ 구룡사 (일요일/공휴일에만 운행)
- ● 42번: 관설동 ~ 흥양리
- ● 51번: 관설동 ~ 문막style="color:#0000FF;">● 51-1번: 관설동 ~ 문막
- ● 82번: 장양리 ~ 흥양초교
- ● 90번: 장양리 ~ 한라대
- ● 100번: 관설동 ~ 기업도시
- ● 100-2번: 중흥2단지 ~ 기업도시

#### 급행버스
- ● 111번: 혁신도시 ~ 국민건강보험공단 ~ 원주여고 ~ 국과수사거리 ~ 판부농협 ~ 한신1차아파트 - 원주역 ~ 부영아파트 ~ 만종역

#### 순환버스
- ● 3번: 장양리 → 우두산마을 → 상지대 → 시외/고속터미널 → 원주역 → 중앙시장 → 단관택지 → 반곡아이파크 → 중앙시장 → 현충로 → 장양리
- ● 3-1번: 장양리 → 상지대 → 시외/고속터미널 → 원주역 → 중앙시장 → 단관택지 → 원주고교 → 중앙시장 → 태장동보A → 현충로 → 장양리
- ● 4번: 장양리 → 현충로 → 중앙시장 → 반곡아이파크 → 단관택지 → 중앙시장 → 원주역 → 시외/고속터미널 → 상지대 → 우두산마을 → 장양리
- ● 4-1번: 장양리 → 현충로 → 태장동보A → 중앙시장 → 원주고교 → 단관택지 → 중앙시장 → 원주역 → 시외/고속터미널 → 상지대 → 장양리
- ● 16번: 장양리 → 태장2동 → 법웅사 → 시외/고속터미널 → 롯데시네마 → 근린공원 → 한국광물자원공사 → 반곡중 → 원주초등학교 → 중앙시장 → 태장2동 → 장양리

#### 심야버스
- ● 2번: 관설동 ~ 횡성 (행선판에는 2번이 아니라 [심야] 원주 → 횡성으로 표기

## 보유 차량
- 자일대우 BS090 뉴 로얄미디
- 자일대우 BS106 뉴 로얄시티
- 자일대우 BS110 뉴 로얄논스텝
- 현대 그린시티
- 현대 뉴 슈퍼 에어로시티
- 현대 저상 뉴 슈퍼 에어로시티
- 현대 일렉시티

## 같이 보기
- 태창운수